# Nizy-le-Comte
Nizy-le-Comte település Franciaországban, Aisne megyében. Lakosainak száma 232 fő (2022. január 1.). Nizy-le-Comte Dizy-le-Gros, Lappion, Lor, La Malmaison, La Selve, Sissonne, Saint-Quentin-le-Petit, Sévigny-Waleppe és Le Thour községekkel határos.

## Népesség
A település népességének változása:
| Lakosok száma | 363  | 277  | 268  | 257  | 255  | 251  | 244  | 244  | 247  | 232  |
|               | 1968 | 1982 | 1990 | 2006 | 2013 | 2015 | 2017 | 2019 | 2020 | 2022 |